# Renzo Cresti
Renzo Cresti (Firenze, 2 febbraio 1953) è uno storico e musicista italiano.

## Biografia
Dopo studi musicali compiuti al DAMS di Bologna, ha insegnato storia della musica all'Istituto Superiore di Studi Musicali "Luigi Boccherini" di Lucca, di cui è stato anche direttore. Ha curato l'Enciclopedia italiana dei compositori contemporanei, scrivendo monografie su diverse figure del panorama compositivo novecentesco, suo principale interesse unitamente alla figura di Richard Wagner.

## Pubblicazioni
- Enciclopedia italiana dei compositori contemporanei, Napoli, Pagano, 1999, ISBN 8887463077.
- Richard Wagner. La poetica del puro umano, Lucca, Libreria Musicale Italiana LIM, 2012, ISBN 9788870966688.
- Ragioni e sentimenti nelle musiche europee dall'inizio del Novecento a oggi, Lucca, Libreria Musicale Italiana LIM, 2015, ISBN 9788870968347.
- Musica presente. Tendenze e compositori di oggi, Lucca, Libreria Musicale Italiana LIM, 2019, ISBN 9788855430012.